# Bleg neillia
Bleg neillia (Neillia sinensis), også kaldet kinesisk neillia, er en bredt voksende og løvfældende busk med buet overhængende grene. Hårdførhed, høstfarve og de hængende blomsterklaser gør arten til en velegnet haveplante.

## Beskrivelse
Bleg neillia er en bredt voksende og løvfældende busk med buet overhængende grene. Forgreningen er tæt og regelmæssig, med tynde skud til alle sider. Barken er først rødbrun og glat, men senere bliver den mørkt grålig og til sidst skaller den af i lange strimler. Knopperne er spredte, udspærrede, ægformede og rødbrune. 
Bladene er bredt ægformede med tre grove lapper, groft tandet rand og lang spids. De store akselblade er ægformede og fint takkede. Oversiden er mørkegrøn og foldet, mens undersiden er lysegrøn. Høstfarven er orange til rød. Blomsterne er samlet i endestillede, overhængende klaser. De springer ud i maj-juni. De enkelte blomster er lyserøde og regelmæssige på størrelse med blodribs-blomster. Frugterne modner sjældent i Danmark.
Rodnettet består af forholdsvis få, grove hovedrødder, som er vidt udbredte. Da planten bliver formeret ved stiklinger er rodnettet mere trævlet, end naturgroede planters er det.
Højde x bredde og årlig tilvækst: 2 x 2 m (50 x 50 cm/år).

## Hjemsted
Neillia vokser i fugtige bjergskove i det centrale og vestlige Kina (Sichuan-provinsen blandt andet), hvor den danner skovbryn og underskov på veldrænet, mineralrig jord. 
I Tangjiahe Naturreservatet, som ligger i Qingchuan Amt, Sichuan, Kina, findes arten sammen med bl.a. miliegræs, armandfyr, birkebladet kvalkved, blåbælg, Daphne tangutica, havearalie, henrys gedeblad, høstanemone, japansk asters, japansk perikon, japansk spiraea, Juglans cathayensis (en art af Valnød), kamæleonbusk, kinesisk astilbe, kronerabarber, ligustergedeblad, løvehale (flere arter), monoløn, omeirose, pernykristtorn, Petasites tricholobus (en art af hestehov), Populus davidiana (en art af poppel), Quercus glandulifera (en art af eg), skavgræs, Smilax stans (en art af sarsaparil), sommerfuglebusk, storblomstret kæmpelilje, viftedværgmispel, Vin (flere arter) og vinget benved
| Portal | Portal:Botanik |

## Note
1. ↑  G.B.Schaller, Qitao Deng, Wenshi Pan, Zisheng Qin, Xiaoming Wang, Jinchu Hu og Liming Shen: Feeding behavior of Sichuan takin Arkiveret 27. april 2010 hos  Wayback Machine (engelsk)